# Max Neufeld
Pour les articles homonymes, voir Neufeld.
 (octobre 2010).
Si vous disposez d'ouvrages ou d'articles de référence ou si vous connaissez des sites web de qualité traitant du thème abordé ici, merci de compléter l'article en donnant les références utiles à sa vérifiabilité et en les liant à la section « Notes et références ».
Max Neufeld, également connu sous le nom de Maximilien Neufeld, né à Guntersdorf le 13 février 1887 et mort à Vienne le 2 décembre 1967, est un acteur, scénariste, producteur et réalisateur autrichien. Il a tourné 70 films entre 1919 et 1957.

## Biographie
Après avoir suivi des cours de comédie dans une école de théâtre de Vienne, Neufeld décroche son premier rôle en 1905, comme acteur dans un théâtre de Klagenfurt. Il se produit en province et à Vienne, au Theater in der Josefstadt. Se spécialisant dans les rôles de « jeunes premiers » et de « gros bras » dans les drames paysans, il débute au cinéma en 1913 chez Wiener Kunstfilm avec plusieurs rôles dans des films comme Johann Strauß an der schönen blauen Donau, Treue Seelen ou Unter falscher Flagge, et obtient, l’année suivante, son premier grand rôle dans Der Pfarrer von Kirchfeld.
Officier d’artillerie durant la Première Guerre mondiale de 1916 à 1918, il revient au cinéma, où il est désormais populaire, dans des films comme le film de guerre Freier Dienst (1918), Don Cäsar, Graf von Irun (1918), Die Ahnfrau (1919), Don Ramiro et Der tote Hochzeitsgast (1921). En tant que première vedette masculine du film d’art viennois, il joue aux côtés d’acteurs populaires et de vedettes de cinéma comme Hansi Niese dans Frau Gertrud Namenlos (1914) ou Liane Haid dans le film de propagande Mit Herz und Hand fürs Vaterland (1915).
S’écartant rarement de ses rôles-type, il incarne néanmoins en 1920 le moine dévoyé dans Eva, die Sünde, et le psychiatre dans Das Weib des Irren en 1921. Dans sa propre mise en scène en 1926, Brandstifter Europas, il joue le personnage de Raspoutine, un rôle sombre et démoniaque complètement à contre-emploi.
À partir de 1921, il réalise principalement des drames, des mélodrames, des comédies et des histoires d’aventures, tout en continuant de jouer, la plupart du temps, dans ses propres productions. Dans la seconde moitié des années 1920, il se tourne vers les comédies de style viennois, comme Der Balletterzherzog, mais aussi des films plus profonds, comme Die Strecke. En 1923, il tourne, pour Vita-Film, la première version filmographique des Contes d’Hoffmann, où il joue le rôle principal.
À partir du milieu des années 1920, il écrivit parfois les scénarios de ses films et, vers la fin de cette décennie, il tourna également à l’occasion en Allemagne, comme pour la société berlinoise Nero-Film, pour laquelle il a produit Eine Nacht im Grandhotel en 1931. En 1932, il tourne pour Cine-Allianz, Sehnsucht 202, une coproduction austro-allemande sur les victimes de l’explosion du chômage causé par la Grande Dépression de 1929.
L’accession par les Nazis au pouvoir en Allemagne en 1933, oblige Neufeld, qui est juif, à quitter Berlin et à tourner à Vienne, Paris, Rome et Madrid. En 1936, la Reichsfilmkammer refuse de lui octroyer le permis spécial requis pour pouvoir poursuivre son œuvre cinématographique en Allemagne, de même qu’elle lui refuse l’importation des productions auxquelles il participait. En dépit de l’interdiction des Juifs dans l’industrie cinématographique autrichienne depuis 1936, il restera à Vienne jusqu’à l’Anschluss. Il s’enfuit alors à Rome, où il tourne jusqu’en 1941, avant de prendre le chemin de l’Espagne où il réalise Madrid de mis sueños, une coproduction italo-espagnole.
La fin de la Deuxième Guerre mondiale lui permet de revenir, en 1948, à Rome où il poursuit ses activités jusqu’en 1953, date à laquelle il retourne à Vienne où il tournera, en 1957, son dernier film, Der schönste Tag meines Lebens. En 1922, il était devenu membre du Conseil exécutif du Filmbund, la fédération nouvellement créée de défense des intérêts des cinéastes autrichiens. C’était le frère cadet de l’acteur Eugen Neufeld (de).

## Filmographie

### Acteur (jusqu’à 1919)
- Johann Strauß an der schönen blauen Donau (Autriche, 1913)
- Treue Seelen (Autriche, 1913)
- Unter falscher Flagge (Autriche, 1913)
- Der Pfarrer von Kirchfeld (Autriche, 1914)
- Frau Gertrud Namenlos (Autriche, 1914)
- Die Hochzeit von Valeni (Autriche, 1914)
- Der fremde Gast (Autriche, 1914)
- Mit Herz und Hand fürs Vaterland (Autriche, 1915)
- Mir kommt keiner aus (Autriche, 1916)
- Oberst von Kellersberg (Autriche, v. 1917)
- Jaromir (Autriche, v. 1918)
- Freier Dienst (Autriche, 1918)
- Don Cäsar, Graf von Irun (Autriche, 1918)
- Die Ahnfrau (Autriche, 1919)

### Réalisateur (R), acteur (A), scénariste (S)
- Stahl und Stein (Autriche, 1919 ; R, S)
- Der ledige Hof (Autriche, 1919 ; R, S)
- Herzblut (Autriche, 1920 ; R, S ; non garanti)
- Lasset die Kleinen zu mir kommen (Autriche, 1920 ; R)
- Wildfeuer (Autriche, 1920 ; R, S)
- Winterstürme (Autriche, 1920 ; R, S)
- Eva, die Sünde (Autriche, 1920 ; S)
- Sein Lebenslicht (Autriche, 1921 ; R)
- Die Frau in Weiß (Autriche), 1921 ; R, S)
- Das Weib des Irren (Autriche), 1921 ; S)
- Der tote Hochzeitsgast / Don Ramiro (Autriche, 1921 ; R, S)
- Faustrecht (Allemagne/Autriche, 1922 ; R)
- Les Contes d'Hoffmann (Hoffmanns Erzählungen) (Autriche, 1923 ; R, S)
- Der Eisenkönig (Autriche, 1923 ; R, S)
- Hôtel Potemkine (Autriche, 1923/1924 ; R)
- Ein Walzer von Strauß (Autriche,1925 ; R, S, (S) ; avec Otto Kreisler)
- Brandstifter Europas (Autriche,1926 ; R, S)
- Die Strecke (Autriche,1927 ; R)
- Der Balletterzherzog (Autriche, 1927 ; R)
- Der Geliebte seiner Frau (Autriche, 1928 ; R)
- Modellhaus Crevette (Autriche, 1928 ; R)
- Das weisse Paradies (Autriche, 1929 ; R)
- Erzherzog Johann (Autriche, 1929 ; R)

### Films parlants (uniquement comme réalisateur)
- Eine Nacht im Grandhotel (1931)
- Sehnsucht 202 (Allemagne/Autriche, 1932)
- Ein bisschen Liebe für dich (1932, coréalisateur : Jean Boyer)
- Csibi der Fratz / Früchtchen (Autriche, 1933)
- La canzone del sole (Italie, 1934)
- Hoheit tanzt Walzer (Autriche,/CZ, 1935)
- Antonia, romance hongroise (1935, coréalisateur : Jean Boyer)
- Singende Jugend/Der Edelweißbub (Autriche/Pays-Bas, 1936)
- Mille Lires par mois (Italie, 1938)
- Una moglie in pericolo (Italie, 1939)
- Assenza ingiustificata (Italie, 1939)
- Taverna Rossa (Italie, 1940)
- La canzone rubata (Italie, 1940)
- Madrid de mis sueños (Espagne, 1942)
- Un uomo ritorna (Italie, 1946)
- 1946 : Le Tyran de Padoue (it) (Il tiranno di Padova)
- Anni (Autriche, 1948)
- Verlorenes Rennen (Autriche, 1948)
- Liebling der Welt (Autriche, 1949)
- L'Inconnu d'un soir (France, Autriche, 1949, coréalisé par Hervé Bromberger)
- Abracadabra (Italie, 1952)
- Der schönste Tag meines Lebens (Autriche, 1957 ; aussi en ouvrage)

### Producteur
- L'Enfant du Danube (France, 1936)